# Горбан
Горбан (рум. Gorban) — село у повіті Ясси в Румунії. Входить до складу комуни Горбан.
Село розташоване на відстані 312 км на північний схід від Бухареста, 48 км на південний схід від Ясс.

## Населення
За даними перепису населення 2002 року у селі проживали 799 осіб, з них 798 осіб (99,9%) румунів. Рідною мовою 798 осіб (99,9%) назвали румунську.